# Lenguas esquimales
Las lenguas esquimales o lenguas inuit-yupik constituyen la rama demográficamente más numerosa y que ocupa un territorio más extenso de las lenguas esquimo-aleutianas.

## Clasificación
Las lenguas esquimales en su conjunto están relacionadas con el idioma aleutiano y con el idioma sirenik (que algunos consideran una lengua esquimal divergente y otros otra rama de la familia esquimo-aleutiana). En cuanto a la diversificación interna de las lenguas esquimales, estas se clasifican usualmente como:
- Las lenguas inuit que ocupan el norte y noreste de América del Norte y se hablan en Alaska, Canadá y Groenlandia.
  - Idioma inupiaq (Alaska septentrional) 2.420 (2000)[1]
  - Idioma inuvialuktun o inuktun (Canadá occidental) 4.000 (1981)[2]
  - Idioma inuktitut (Canadá oriental; junto con inuktun) 32.775 (1991)[3]
  - Idioma groenlandés (Groenlandia) 57.800 (2002)[4]
- Las lenguas yupik que ocupan el área más occidental y se hablan en el extremo oriental de Siberia y Alaska.
  - Yupik de Alaska Central 16.900 (2000)[5]
  - Idioma alutiiq o yupik del golfo del Pacífico 76 (2000)[6]
  - Idioma yuit o yupik central de Siberia (Islas Chaplinon y St. Lawrence) 830 (2000)[7]
  - Idioma naukanski 75 (1990)[8]
- El idioma sirenik algunos sitúan esta lengua dentro del grupo yupik aunque otros autores consideran que se trata de una rama independiente. La lengua se extinguió en 1997.

## Descripción lingüística
El proto-esquimal ha es el antecesor de las lenguas esquimales modernas. El sistema del proto-esquimal ha sido objeto de diversas resconstrucciones hipotéticas, una reciente es la de Fortescue (1994).

### Comparación léxica
Los numerales reconstruidos para lenguas esquimales son:
| GLOSA | Esquimal inuit   | Esquimal inuit     | Esquimal inuit               | Esquimal inuit | Esquimal yupik | Esquimal yupik   | Esquimal yupik       | Esquimal yupik           | Esquimal yupik | PROTO- ESKIMO |
| GLOSA | Qawiaraq         | Iñupiaq            | Inuktitut                    | PROTO- INUIT   | Alutiiq        | Yupik central    | Chaplino             | Naukanski                | PROTO- YUPIK   | PROTO- ESKIMO |
| ----- | ---------------- | ------------------ | ---------------------------- | -------------- | -------------- | ---------------- | -------------------- | ------------------------ | -------------- | ------------- |
| '1'   | atausiq          | atausiq            | ataaseq                      | *atausiq       | allriluq       | atautʃiq         | a'taːsiq             | ataːsiq                  | *atauSiq       | *atạụccị(q)   |
| '2'   | malguk           | malʁuk             | marluk                       | *malʁuk        | malʔuk         | malʀuk           | 'maːlʁuk             | maːlʁuk                  | *maːlʀuk       | *maːlʀuk      |
| '3'   | piŋasut          | piŋasut            | piŋasut                      | *piŋasut       | piŋajun        | piŋayun          | pi'ŋayut             | piŋayut                  | *piŋayut       | *piŋayut      |
| '4'   | sisamat          | sisamat            | sisamat                      | *sisamat       | staːman        | tʃətaman         | əs'tamat             | sitamat                  | *Sitamat       | *citamat      |
| '5'   | tallimat         | tallimat           | tallimat                     | *tallimat      | taɬiman        | taɬiman          | ta'ɬimat             | taɬimat                  | *taɬimat       | *taLimat      |
| '6'   | itchaksraq       | iččakřaq           | arfinillit                   | *arvinllit     | aʁwilɡən       | aʀvinləɣən       | aʁ'vinlək            | aʁvinlək/ ataːsimaɣləɡən | *aʀvinləɣən    | *aʀvinələɣ    |
| '7'   | tallimat malguk  | tallimat malʁuk    | arfineq marluk               | *5+2           | maɬʀuːɡin      | malʀunləɣən      | maːʁr̥aʁ'vinlək       | maːlʁuɡnəŋ aʁvinlək      | *5+2           | *5+2          |
| '8'   | tallimat piŋasut | tallimat piŋasut   | arfineq piŋasut              | *5+3           | iŋlulɡən       | piŋajunləɣən     | pi'ŋayunəŋ iŋ'lulək  | piŋayunəŋ aʁvinlək       | *5+3           | *5+3          |
| '9'   | quliŋugu- tail̩aq | quliŋŋ̩uʁu- tailʲaq | arfineq sisamat / quliŋiluat | *10-1          | qulŋujan       | qulŋunʀi- taraːn | əs'tama'nəŋ iŋ'lulək | qulŋuʁi- tilŋuq          | *10-1          | *10-1         |
| '10'  | qulit            | qulit              | qulit                        | *qulit         | qulən          | qula /qulən      | 'qula                | qule                     | *qula          | *qul-         |